# موتور غلامعلی دهقانی
موتور غلامعلی دهقانی یک منطقهٔ مسکونی در ایران است که در دهستان جلگه چاه هاشم واقع شده‌است.